# Sally Raguib
Sally Faissal Abdourahman Raguib (arabisch سالي فيصل عبد الرحمن راغب; geb. 8. September 1996) ist eine ehemalige dschibutische Judoka.
Sie trat bei den Olympischen Sommerspielen 2012 in London an. In der Gewichtsklasse bis 57 kg verlor sie in der ersten Runde gegen Corina Căprioriu aus Rumänien.
Außerdem trat Sally Raguib bei zahlreichen Afrikameisterschaften und bei den Weltmeisterschaften 2013 in Ljubljana an. Bei den Panarabischen Spielen 2011 in Doha hatte sie die Bronzemedaille gewonnen.